# Вечный путь
«Вечный путь», или «Вечная дорога» (фин. Ikitie), — историческая кинодрама режиссёра Анти-Юсси Аннила, посвящённая столетию независимости Финляндской Республики. Фильм снят по одноимённому роману Антти Туури (2011). Премьера состоялась 15 сентября 2017 года в Финляндии. 
«Вечный путь» был представлен в 13 номинациях на премию «Юсси», в некоторых из них фильм одержал победу: «Лучший фильм», «Лучшая женская роль», «Лучшая мужская роль», «Лучшая режиссура». 
В создании фильма принимали участие финские, эстонские и шведские кинематографисты. 
Последняя роль в кино Лембита Ульфсака.

## Сюжет
Юсси Кетола (Томми Корпела), обычный рабочий, живёт со своей семьёй, женой (Ирина Бьёрклунд) и детьми, в Каухова, Финляндия, но однажды ночью к ним в дом врываются сторонники праворадикального лапуаского движения и увозят Юсси на пограничную с Советским Союзом территорию. Юсси обвиняют в измене Родине и пытаются убить. Кетола предпринимает попытку убежать от похитителей. Во время погони Юсси получает ранение, очнувшись после которого узнаёт, что находится на территории СССР. Здесь ему дают новую фамилию и отправляют в совхоз следить за тем, что говорят и думают о советской власти финские американцы, которые добровольно приехали в Советский Союз строить светлое социалистическое будущее. Попытки Юсси вернуться домой к семье в Финляндию оканчиваются неудачей, и Кетола пытается начать новую жизнь. В совхозе уже у Юсси Кари появляется американская жена (Сидсе Бабетт Кнудсен) и ребёнок (Ээти Саловуори). Однако политическая ситуация резко меняется, и жизнь в совхозе становится небезопасной.

## В ролях
| Актёр                | Роль                        |
| -------------------- | --------------------------- |
| Томми Корпела        | Юсси Кетола                 |
| Сидсе Бабетт Кнудсен | Сара Кетола                 |
| Ханну-Пекка Бьоркман | Каллонен                    |
| Ирина Бьёрклунд      | София Кетола                |
| Вилле Виртанен       | Джон Хилл                   |
| Сампо Саркола        | Макс Странг                 |
| Эдит Патракка        | Мари, 8 лет                 |
| Йонна Ярнефельт      | Элла                        |
| Антти Вирмавирта     | Мяки                        |
| Эмми Парвиайнен      | Лайна                       |
| Лембит Ульфсак       | Новиков                     |
| Игорь Сигов          | офицер НКВД                 |
| Хелен Сёдерквист     | Марта Хилл                  |
| Роза Саломяа         | Мари, 14 лет                |
| Ярко Ниеми           | Карвинен                    |
| Ээти Саловуори       | Паули                       |
| Петри Маннинен       | инспектор НКВД              |
| Хэндрик Тоомпере     | Тойвонен                    |
| Харриет Тоомпере     | Дорис Тойвонен              |
| Хэндрик Тоомпере мл. | сын Тойвонен                |
| Марта Раудсепп       | дочь Тойвонен, 8 лет        |
| Элис Солл            | дочь Тойвонен, 14 лет       |
| Герт Раудсеп         | Эдвард Гюллинг              |
| Стив Ваннони         | Ринта-Нисула                |
| Магнус Мариусон      | сын Ринта-Нисула            |
| Элмо Керосуо         | Арво, 9 лет                 |
| Маркус Муйде         | Арво, 15 лет                |
| Рооси Рютман         | Айно, 8 лет                 |
| Марион Таммет        | Айно, 14 лет                |
| Тимо Руусканен       | похититель                  |
| Тимо Туоминен        | похититель                  |
| Янне Рейникайнен     | похититель                  |
| Яри Вирман           | похититель                  |
| Индрек Таальмаа      | похититель                  |
| Неро Урки            | похититель                  |
| Март Саар            | похититель                  |
| Раймо Пассь          | похититель                  |
| Кристиан Лююс        | похититель                  |
| Таави Тепленков      | похититель                  |
| Ахти Пуудерсе        | похититель                  |
| Якко Кильюнен        | швейцар                     |
| Рауно Ювонен         | пограничник                 |
| Амалия Холм          | Кэти                        |
| Лаули Отсар          | Эйлен                       |
| Эмилия Хейнонен      | певица                      |
| Эрик Пелтониеми      | певец                       |
| Алан Кресс           | охранник                    |
| Кристин Пукка        | танцевала с Максом Странгом |
| Майк Мянисте         | Паули-младенец              |
| Ооле Тоомла          | Младенец Лайны              |
| Сеемах Вилдер        | Голос Мари (в конце фильма) |

## Съёмочная группа
- Режиссёр: Анти-Юсси Аннила
- Продюсер: Илкка Матила
- Сопродюсеры: Кристиан Таска, Мартин Персон, Гуннар Карлссон, Саймон Перри
- Режиссёр-исполнитель: Микко Лейно II, Ари Толппанен
- Оператор: Рауно Ронкайнен
- Художник-постановщик: Калью Киви
- Монтаж: Тамбет Тасуя
- Звукорежиссёр: Фредрик Далинфьял
- Композиторы: Иан Персон, Калле Густафссон Фернхольм
- Авторы сценария: Антти Туури, Аку Лоухимиес, Антти-Юсси Аннила

## Прототип Юсси Кетола
Прототипом Юсси Кетола стал Нестор Сааримяки, историю о котором, рассказал его сын. О Несторе Сааримяки Антти Туури написал несколько книг: Taivaanraapijat (2005), Kylmien kyytimies (2007), Ikitie (2011).
Нестор Сааримяки родился в 1882 году. Он, действительно, какое-то время жил в Америке и по возвращении обосновался в Каухава, где построил дом за счет средств, заработанных в США. Во время гражданской войны Нестор отказался участвовать в боях, но его заставили принять участие на стороне «белых». Сааримяки был отправлен в Тампере, где он развозил трупы.
По словам Туури, в начале гражданской войны, Сааримяки перенял идею социализма о свободе, справедливости и равенстве, но в Южной Остроботнии социализм не поддерживался. На Сааримяки было организовано нападение сторонниками «Движения Лапуа», после которого Нестор был доставлен в Петрозаводск (как и в романе Юсси Кетола). Спустя несколько лет из НКВД пришло письмо, где сообщалось о том, что Нестор Сааримяки умер от пневмонии, дата смерти 1931 год. Антти Туури предположил, что НКВД не надежный информатор и Сааримяки мог остаться жив. В романе и фильме «Вечный путь» история вымышленного Юсси Кетола продолжалась в Советском Союзе под именем Юсси Кари.

«Кто знает, возможно, жизнь Нестора Сааримяки в Советском Союзе была такой же, как и в романе».
— Антти Туури

## Саундтрек
Лиина Магнеа — Rebel Girl

## Участие в фестивалях
- 2017 год — Таллинский фестиваль «Тёмные ночи» (Black Nights Film, Эстония); «Любовь и анархия» (Rakkautta & Anarkiaa, Финляндия)
- 2018 год — Santa Barbara International Film Festival (Санта Барбара, США); Seattle International Film Festival (Сиэтл, США); Festival international du film d’Arras (Аррас, Франция)

## Награды
- 2018 год — премия «Юсси»
- Лучший Фильм
- Лучшая режиссёрская работа — Анти-Юсси Аннила
- Лучшая операторская работа — Рауно Ронкайнен
- Лучшая мужская роль — Ханну-Пекка Бьёркман
- Лучшая женская роль — Сидсе Бабетт Кнудсен
- Лучший художник-постановщик — Калью Киви
- 2018 год — Кинопремия «Anjalankoski»
- Премия в размере 4000 евро — Анти-Юсси Аннила
- 2018 год — Неделя кино в Виитосари (Viitasaaren elokuvaviikko 2018, Финляндия)
- «Рука гуманизма» («Humanismin käsi») — Анти-Юсси Аннила
- 2018 год — Финский союз режиссёров SELO
- «Режиссёр года» — Анти-Юсси Аннила
- 2018 год — Финская ассоциация кино F.S.C.
- Премия «Свет года» (Valo -tunnustuspalkinto) — Рауно Ронкайнен и Вилле Пенттила
- 2018 год — Santa Barbara International Film Festival
- Премия «Valhalla» (Valhalla Award) за лучший северный фильм
- 2018 год — Festival international du film d’Arras
- Приз зрительских симпатий в размере 5000 евро